# Prostitution in der Deutschen Demokratischen Republik
Die Prostitution war in der Deutschen Demokratischen Republik seit 1968 gesetzlich verboten, wurde dennoch geduldet und zum Teil von der Staatssicherheit für ihre Zwecke benutzt.
Ein Zitat von Uta Falck fasst die Umstände der Prostitution wie folgt zusammen: „Von der Prostitution haben in der DDR alle Beteiligten profitiert: die reichen Frauen, die zufriedenen Freier, der informierte Staat. So viel Zufriedenheit wird es in diesem Gewerbe wohl kaum jemals mehr geben.“

## Geschichte

### 1945–1955
Nach dem Zweiten Weltkrieg diente die Prostitution primär der Existenzsicherung. Das Hauptaugenmerk des Staates lag in dieser Zeit in der Eindämmung von Infektionskrankheiten. Die Inzidenz von Geschlechtskrankheiten lag bei 1 %. Erkrankte Prostituierte wurden in der Regel in Fürsorgeheime und geschlossene Krankenhausabteilungen zur Behandlung der Krankheit und zur Änderung des Lebensstils eingewiesen. Zwangsreihenuntersuchungen von (vor allem weiblichen) Gästen von Vergnügungslokalen sowie Gesundheitsstreifen von Mitarbeitern der Landesgesundheitsämter sowie der Polizei wurden zum Eindämmen der Übertragung von Geschlechtskrankheiten durchgeführt.

### 1955–1968
Ab Mitte der 1950er-Jahre wurde die Prostitution als unvereinbar mit dem sozialistischen Frauenbild angesehen. Es wurde versucht, Prostituierte durch Agitation bzw. durch Einweisung in „Heime für soziale Betreuung“ zur Aufnahme einer regulären Tätigkeit zu überzeugen. Prostitution wurde entsprechend nebenberuflich ausgeübt.

### 1968–1990
1968 wurde die Prostitution strafbar (siehe unten) und verschwand damit aus dem öffentlichen Raum. Sie wurde aber, insbesondere in Devisenhotels, vor allem in Leipzig (Leipziger Messe) und Rostock (Rostocker Hafen) geduldet. Seit 1970 wurde ein Teil der Prostituierten vom Ministerium für Staatssicherheit zur Informationsbeschaffung eingesetzt. Mit Inkrafttreten der Währungs-, Wirtschafts- und Sozialunion am 1. Juli 1990 wurde die Strafbarkeit abgeschafft.

## Gesetzeslage

### 1945–1968
Bis 1968 war gemäß § 361 Ziff. 6 des Strafgesetzbuches die Prostitution nur in der Nähe von Kirchen, Schulen sowie Kinder- und Jugendeinrichtungen verboten. Verboten war allerdings der Betrieb von Bordellen (§§ 180 und 181 StGB).

### 1968–1990
Zum 1. Juli 1968 wurde durch § 249 StGB („Gefährdung der öffentlichen Ordnung durch asoziales Verhalten“) die Prostitution in der DDR verboten und konnte mit Freiheitsstrafe bis zu zwei (bei bereits Vorbestraften: fünf) Jahren bestraft werden. Zum 1. Juli 1990 wurde der § 249 aufgehoben. Die Förderung und Ausnutzung der Prostitution (z. B. Betrieb von Bordellen) blieb strafbar (§ 123 StGB-DDR).

## Frauen
Frauen in der DDR wurden ab den 1960er-Jahren nicht aus materieller Not in die Prostitution getrieben. Motivation war vielmehr die Aussicht auf Westgeld (Deutsche Mark), Lust an der Sexualität oder am Abenteuer. Die Entlohnung erfolgte nicht unbedingt in Geld, sondern auch mit Geschenken („Geschenke-Sex“). Soweit die Vergütung in Westmark erfolgte, lag das erzielbare Einkommen weit über dem eines Angestellten und erlaubte den Kauf von Luxusgütern aus Intershop-, Delikat- und Exquisit-Läden.
Während in der Nachkriegszeit der Anteil der Prostituierten aus der Unterschicht hoch war und auch viele Heimatvertriebene sich als Prostituierte verdingten, so entstammten die Prostituierten ab den 1970er-Jahren allen Gesellschaftsschichten (mit einem Schwerpunkt der Unter- und Mittelklasse). Der Anteil der Prostituierten mit einer Berufsausbildung bzw. mit Fach- und Hochschulabschluss war zumindest überdurchschnittlich hoch. Der Zugang der Frauen erfolgte zufällig oder über Bekannte und informelle Kontakte. Zuhälter waren nicht Teil des Systems.
Die Gesamtzahl der Prostituierten bzw. Freier war im Vergleich zur Bundesrepublik deutlich geringer. Eine Schätzung spricht von 3.000 Prostituierten. Hinzu kamen Frauen, die mit Geschenken vergütet wurden und sich selbst nicht als Prostituierte sahen. Frauen und Prostituierte mit einer Vielzahl an Partnern wurden im Amtsdeutsch als HWG-Personen (HWG = häufig wechselnde Geschlechtspartner) bezeichnet – damit gingen Promiskuität und tatsächliche Prostitution ineinander – und besonders überwacht. Sie hatten in der Regel offizielle Arbeitsverhältnisse, um nicht als „Asoziale“ im Sinne des § 249 registriert zu werden.

## Kontaktsuche

### Hotels und Lokale

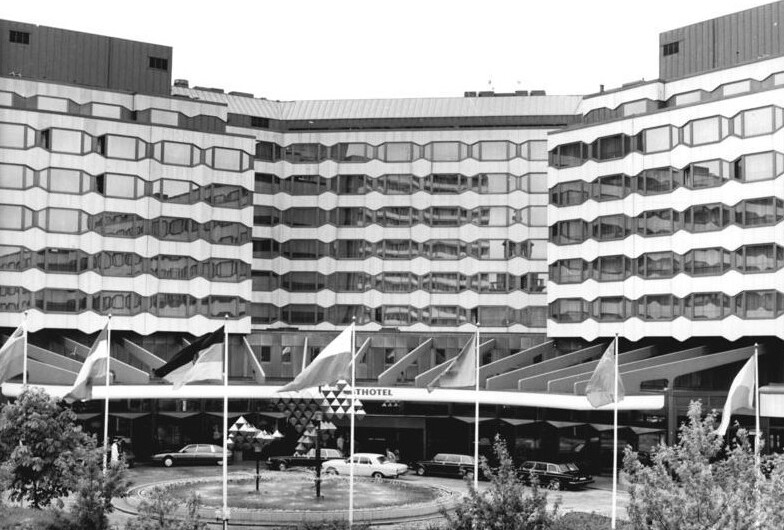
Palasthotel Berlin

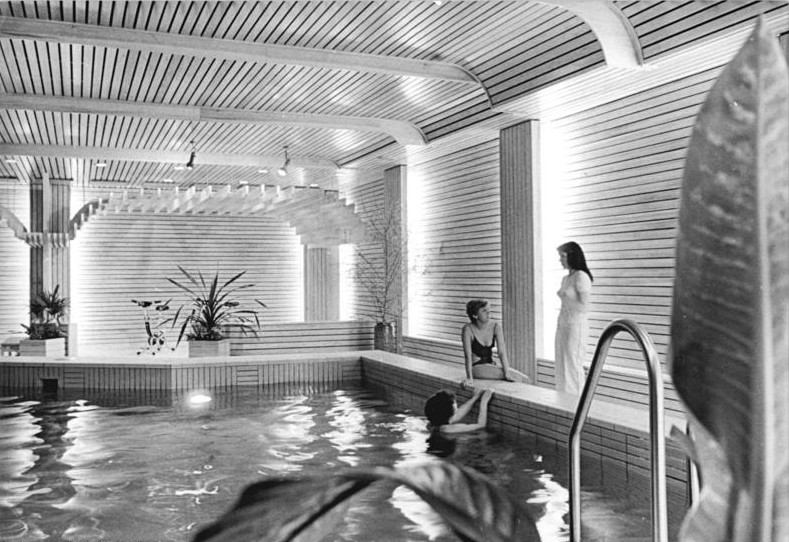
Hallenschwimmbad des Hotels Merkur, Leipzig

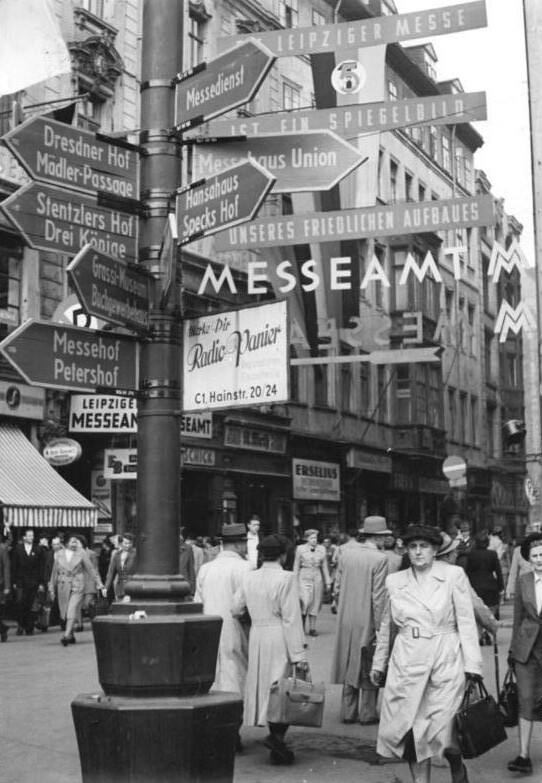
Leipziger Messe

Prostitution fand insbesondere während der Leipziger Messe, in Devisenhotels und den internationalen Seehäfen (insbesondere Rostock) statt. Die folgenden Hotels (Hotelbars) und Bars waren als Treffpunkte von Prostituierten und Freiern aus Nicht-RGW-Staaten bekannt:
- Berlin
  - Alibi-Bar
  - Hotel Metropol
  - Palasthotel
  - Hotel Stadt Berlin
  - Yucca-Bar
- Leipzig
  - Hotel Astoria
  - Hotel International
  - Hotel Merkur
- Rostock
  - Hotel Neptun (Sky Bar)
  - Hotel Warnow (Newa Bar)
  - Internationaler Klub der Seeleute[9]
  - Storchenbar
  - Trocadero-Bar

Die Frauen reisten aus der ganzen Republik an und wurden vom Hotelpersonal angehalten, sobald sie mit dem Gast auf dessen Zimmer gingen, eine Anmeldung auszufüllen. In den 1980er-Jahren wurden einzelne Hotelzimmer durch die Staatssicherheit mit Ton- und/oder Videoüberwachung versehen.
In Ost-Berlin erleichterten die tagesweisen Einreisemöglichkeiten Kontaktmöglichkeiten. Für Freier aus dem Westen bestand bis zur Maueröffnung nicht die Gefahr, von der „Beziehung“ im Osten zu Hause behelligt zu werden.

### Straße
Im Unterschied zu den Hotelkontakten wurde auf dem Straßenstrich mit der Mark der DDR bezahlt. Die Preise für Geschlechtsverkehr lagen bei 50 Mark im Auto und 100 Mark in der Wohnung. Wurde ein Taxifahrer benötigt, erhielt er 10 Mark, auch ein Anwohner der Leipziger Nordstraße, der ein Zimmer zur Verfügung stellte. In Volkspolizeiakten fand sich, dass, als einmal die Nummern der ganz überwiegend „großen Autos“ nachverfolgt worden waren, die der Fahrbereitschaft des Zentralkomitees der SED zugeordnet werden konnten.
Straßenprostitution fand statt in:
- Berlin
  - Bereich Friedrichstraße, Oranienburger Straße, Linienstraße, Auguststraße[10]
- Leipzig
  - Nordstraße[10][11]

## Stasi-Mitarbeit
Durch das Ministerium für Staatssicherheit (MfS) wurden ab ca. 1970 HWG-Personen zur Informationsgewinnung eingesetzt.
Ziele hierbei waren:
- Details über das Leben des Freiers zu erfahren
- Informationen über die sexuellen Deviationen der Freier zu erhalten, um sie später damit zu erpressen
- Beziehungen aufzubauen

Der Umstand, dass die Prostitution verboten war, wurde von der Staatssicherheit ausgenutzt, um Frauen mit erotischen Beziehungen zu Gästen aus dem Westen zu einer Zusammenarbeit zu bewegen. An Daten von Frauen gelangte sie einfach, indem sie morgens die Meldescheine der Frauen im Foyer der Hotels abholte. Der Focus veröffentlichte 1997 die Geschichte der IM „Petra Meyer“.
Es wurden zudem gezielt Studentinnen angeworben, um Kontakt mit Personen aus dem nichtsozialistischen Ausland aufzunehmen. Der Anforderungskatalog der Staatssicherheit war dabei: „Zwischen 20 und 30, unverheiratet, keine Kinder, Fremdsprachenkenntnisse, gut aussehend, gebildet, analytische Fähigkeiten, vaterländische Gesinnung“.